# Bruchidius elegans
Bruchidius elegans is een keversoort uit de familie bladkevers (Chrysomelidae). De wetenschappelijke naam van de soort werd in 1959 gepubliceerd door Lablokov-khnzorian.